# Retrato de Mariano Goya (1815)

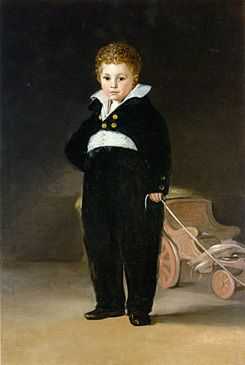
Retrato de Mariano Goya, ca. 1810.

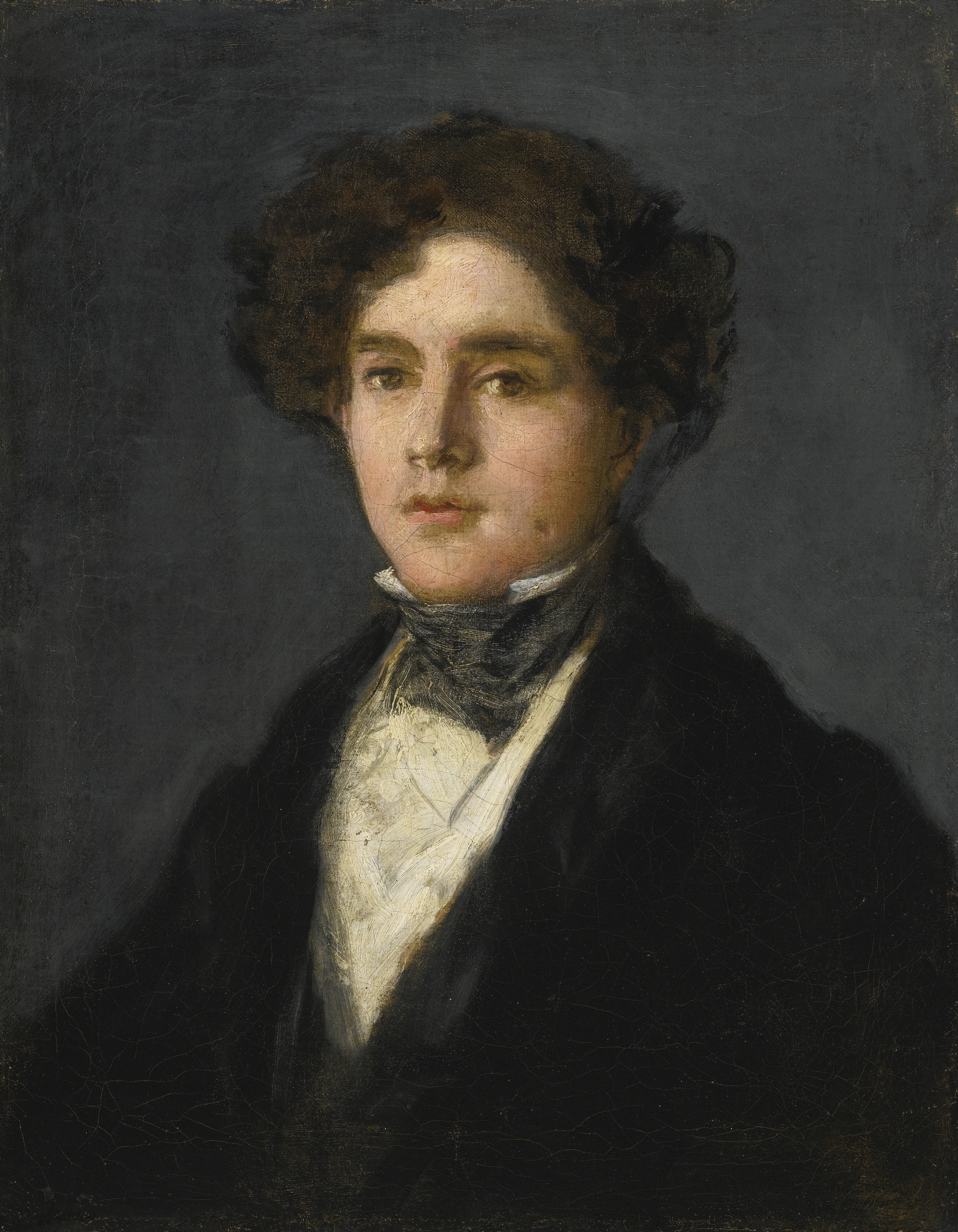
Retrato de Mariano Goya, 1827.

El Retrato de Mariano Goya es un óleo del pintor Francisco de Goya. El retrato representa a Mariano Goya, nieto del pintor, y pertenece a la colección privada del Príncipe de Albuquerque.

## Contexto
Francisco de Goya y su esposa Josefa Bayeu tuvieron seis hijos, pero a excepción de Javier, todos murieron en la primera infancia. En 1804 Javier Goya se casó con Gumersinda Goicoechea, con quien tuvo un único hijo, Mariano, apodado "Marianito". Tanto el hijo como el nieto eran de suma importancia para el pintor, que les dio numerosas pruebas de su afecto y cuidó de su situación económica.  Los padres de Mariano vivieron con el pintor hasta 1806, cuando se mudaron a la casa que les dio. Gracias a la dote de Gumersinda y al apoyo de Goya, no trabajaron y llevaron una vida cómoda propensa al lujo. Goya retrató a su nieto tres veces: a la edad de 3-4 años con un juguete, a la edad de 7-9 años con una partitura musical, y cuando era joven en 1827.  El último retrato aun muestra reminiscencias de los delicados e inocentes rasgos del niño.
En 1824, Goya emigró a Francia por temor a represalias del bando de Fernando VII. En septiembre de 1823, poco antes de salir del país, trasfiere a Mariano su propiedad llamada Quinta del Sordo, en la que pintó sus pinturas negras. En Burdeos, apartó gran parte de sus ingresos para mantener a Mariano. En julio de 1827, el pintor de 81 años y mala salud realizó un difícil viaje de Burdeos a Madrid. Se desconoce el motivo del viaje, probablemente quería resolver asuntos financieros relacionados con su salario de pintor de cámara. Durante esta última visita a su tierra natal, pintó el retrato de su nieto Mariano, de 21 años. En 1828, al enterarse de la enfermedad del abuelo, Mariano llega a Burdeos y lo acompaña en sus últimos momentos.
Mariano de Goya y Goicoechea nació el 11 de junio de 1806 en Madrid. En 1831 se casó con Concepción Mariátegui, hija de Francisco Javier Mariátegui, ingeniero militar y miembro de la Real Academia de Bellas Artes de San Fernando. Probablemente tuvieron una hija, Purificación. Mariano realizó especulaciones arriesgadas en la industria minera y la compra de bienes y fincas en tierras confiscadas. En 1854 vendió la Quinta del Sordo, que había recibido de su abuelo. En 1859 enviudó. Perdió su fortuna, especulando en la bolsa de valores, y en consecuencia vendió las pinturas, dibujos y grabados de su abuelo, contribuyendo a la dispersión de la colección familiar. De vez en cuando recurría a la ayuda de miembros de la familia Madrazo como agentes de ventas. Gravemente endeudado, se refugió en localidades menores de Madrid: Fuencarral, Bustarviejo y La Cabrera, a donde pertenecía su finca en el antiguo convento de San Antonio. En 1846 intentó adquirir el título de marqués del Espinar, pero aunque los derechos del vendedor sobre el título resultaron ilusorios, se autodenominó marqués de por vida. Inicialmente, se identificó como liberal, pero bajo la influencia de los fracasos de la vida, sus puntos de vista se radicalizaron y se consideró republicano. Se casó con una vasca, Francisca Vildósola, con quien tuvo dos hijos, Luisa y Francisco, y sus descendientes se apellidan actualmente Sáez de Goya. Murió en La Cabrera el 7 de enero de 1874 a la edad de 68 años.

## Descripción
Durante su carrera, Goya pintó numerosas escenas religiosas y de género con figuras de niños y querubines, así como una veintena de retratos infantiles. Estas obras se distinguen por su calidad y especial atención al detalle, así como por la expresión de ternura y sinceridad. Goya enfatizó la pureza e inocencia de los niños, en contraste con el pintor barroco Murillo, que se centraba en la pillería y picardía. El retrato de su nieto Mariano es uno de los mejores retratos infantiles realizados por el artista. Con gran naturalidad reflejó la edad y vivacidad de su querido nieto. El niño del retrato tiene entre siete y nueve años, por lo que el cuadro está fechado en los años 1813-1815 o 1814-1816,  la posguerra en España. Para el pintor, fue una época de incertidumbre y miedo a represalias por sus supuestas simpatías y colaboración con los franceses.
Este es el segundo retrato de Mariano pintado por su abuelo. Goya lo presentó semiformal, casi de perfil sobre un fondo neutro gris, en pose de pequeño aristócrata. Mariano está sentado en una silla con una partitura abierta frente a él, lo que puede indicar interés por la música. La mano izquierda se apoya en la cintura en un gesto grácil, mientras que la mano derecha sostiene un papel enrollado, que parece mover como una batuta  o reproducir el ritmo de la partitura. Está vestido con ropa de adulto: lleva una chaqueta negra, quizás de terciopelo, con el cuello ancho de encaje blanco de la camisa asomando. Luce un sombrero de copa, un poco demasiado grande para su pequeña cabeza. El sombrero negro enmarca los rasgos dulces y vivaces del rostro, sobre el que destacan los ojos oscuros.
La composición es elegante e íntima. La luz procedente de la izquierda esculpe el bonito rostro del niño, y sus ojos inteligentes parecen más negros de lo que realmente son. Goya utiliza una pincelada rápida, omitiendo detalles para concentrarse en la figura de su nieto. El delicado cuello de encaje fue pintado con la punta del pincel  y en el rostro en algunos lugares utilizó el empastado. Los colores son frescos y puros, y su efecto artístico.
En el reverso del cuadro hay escrita una inscripción: Goya a su nieto.

## Procedencia
El cuadro perteneció a la colección del mismo Mariano Goya, y luego a diversas colecciones privadas: Eduardo Cano en Madrid, Manuel Ussel (o Wssel; 1833-1907) en Madrid y Manuel Urzaiz en Sevilla. En 1900 perteneció al Marqués de Alcañices y pasó a sus herederos y actuales propietarios, los Príncipes de Albuquerque.
Durante 18 años, el cuadro estuvo expuesto en el Museo del Prado como depósito de Beltrán Osorio, XVIII duque de Alburquerque. El retrato también figuraba en la lista prioritaria de adquisiciones previstas por el museo, y en 1986 su director Alfonso Pérez Sánchez obtuvo para la obra el estatus BIC (Bien de Interés Cultural), lo que impide su exportación fuera del país. En 1993, el museo hizo una oferta de 800 millones de pesetas al propietario, que fue aceptada. Sin embargo, justo antes de que se aprobara la decisión, la conservadora del museo y experta en la obra de Goya Manuela Mena, planteó dudas sobre la autoría. El director del museo Felipe Garín, nombró un comité científico compuesto por expertos: Alfonso E. Pérez Sánchez, José Manuel Pita Andrade, Jesús Urrea y Manuela Mena. No se logró la unanimidad y el director se vio obligado a ordenar pruebas adicionales y cancelar la transacción acordada. Beltrán Osorio murió en 1994 y el cuadro fue heredado por sus cinco hijos. El retrato fue devuelto a sus dueños y ya no se exhibe. En 2003, la Real Academia de Bellas Artes de San Fernando presentó una oferta de compra (aprox. 600.000 euros) pero los propietarios no se plantearon venderlo.